# Prismatomeris robusta
Prismatomeris robusta là một loài thực vật có hoa trong họ Thiến thảo. Loài này được J.T.Johanss. miêu tả khoa học đầu tiên năm 1987.